# 3510 Veeder
3510 Veeder (1982 TP) là một tiểu hành tinh vành đai chính được phát hiện ngày 13 tháng 10 năm 1982 bởi E. Bowell ở Flagstaff (AM).